# Domenico Mustilli
Domenico Mustilli (Napoli, 1899 – Napoli, 1966) è stato un archeologo italiano che ha svolto ricerche archeologiche in Italia, Albania e Kosovo. 
Ha contribuito allo sviluppo degli studi illiri e all'illirologia.

## Biografia
Nacque a Napoli il 3 dicembre 1899 da Leonardo e da Maria Testa. Membro di un’antica famiglia oriunda di Ravello, prese parte, appena maggiorenne, al primo conflitto mondiale meritandosi la croce al valor militare e la croce al merito di guerra. Tornato agli studi presso l’Università di Napoli, ove ebbe condiscepoli, tra gli altri, Paola Montuoro, Olga Elia e Domenico Zancani, si laureò nel dicembre 1924 in archeologia classica, discutendo una tesi sul ceramista Hieron, preparata sotto la guida di Giulio Emanuele Rizzo.
Allievo della scuola archeologica italiana di Atene (1926-28), partecipò alle ricerche nell’isola di Lemno dirette da Alessandro Della Seta. Fu questi ad affidargli la difficoltosa edizione degli scavi effettuati nella necropoli pregreca di Efestia, che – preparata da alcuni densi articoli informativi sulla civiltà ‘tirrenica’ locale – si concretò, anni dopo, nell’ampia memoria apparsa sull'Annuario della R. Scuola archeologica di Atene e delle missioni italiane in Oriente (XV-XVI [1932-33], pp. 1-278). Rientrato in Italia, si stabilì a Roma, dove Rizzo, trasferitosi da Napoli, ne aveva favorito (novembre 1928) la nomina ad assistente di ruolo presso la cattedra di archeologia dell’Università. Gli anni romani furono costellati da una gran quantità di impegni scientifici e da una febbrile attività di ricerca, che ne minarono la salute nervosa, ma anche da una serie notevole di successi professionali, alcuni dei quali all’origine della notorietà e della stima di cui fu sempre in seguito circondato il suo nome.
Tra il 1928 e il 1933 compilò, per incarico del Governatorato di Roma, il monumentale catalogo ragionato del Museo Mussolini, dato alle stampe, per i tipi della Libreria dello Stato, nel 1939. Parallelamente, in coincidenza dei lavori per la costruzione della città universitaria, curò il riordinamento sistematico della ricca collezione di calchi in gesso di proprietà dello Studium urbis, proprio in quel torno di tempo trasferita dalla vecchia sede dell’ospizio di S. Michele a Ripa nei nuovi ambienti destinatigli all’interno del palazzo della facoltà di lettere. Di questa attività diede conto in un articolo pubblicato nella Rassegna della istruzione artistica del 1936 (VII, n. 5-6, pp. 139-143).
Dopo sette anni di assistentato a fianco di Rizzo, cui fu sempre dottrinariamente legato, e dopo aver conseguito la libera docenza in archeologia e storia dell’arte antica (28 novembre 1933), nel luglio 1935 vinse il concorso per un posto di ispettore nel ruolo dei Monumenti, gallerie e scavi di antichità, entrando così nella soprintendenza napoletana diretta da Amedeo Maiuri, che all’epoca costituiva un’eccezionale palestra per un volenteroso archeologo militante. Nel corso dei tre anni successivi esercitò funzioni di controllo e di tutela su diversi siti della Campania antica (Pompei ed Ercolano in primo luogo) e pubblicò parecchi scritti su importanti riviste di antichistica, tra cui quelli relativi a due opere di eccezionale interesse scoperte in quegli anni (la testa bronzea di Apollo rinvenuta nel 1930 nelle acque del golfo di Salerno e il superbo busto dell’imperatore Augusto scoperto a Fondi nel 1936), sulle quali tornò in seguito con lavori più ampi. Dal 1º dicembre 1938, poco dopo aver sposato a Roma Anna de Marco, dalla quale non ebbe figli, lasciò il suo incarico ispettivo a seguito della nomina a professore straordinario (e poi dal 1941 ordinario) di archeologia e storia dell’arte greca e romana nella facoltà di lettere dell’Università di Napoli, ove già da un anno teneva, per incarico, l’insegnamento di paletnologia. L’attività didattica giornaliera, esercitata in prima persona anche a Roma, dopo la morte di Rizzo, non gli impedì di proseguire fervidamente la sua opera scientifica, anzi contribuì ad allargarne l’ambito.
Dopo la morte di Pirro Marconi, che lo aveva preceduto anche nella cattedra universitaria citata, Mustilli diresse tra il 1938 e il 1941 la Missione archeologica italiana in Albania e in Kosovo.
Dell’intensa e proficua attività nel paese balcanico sono testimonianza, oltre ai risultati delle ricerche effettuate sull’acropoli di Butrinto, nella zona di Zara e sui monti Acrocerauni, specialmente il ricco novero di scritti e monografie che trattano argomenti attinenti al passato, anche remoto, delle regioni affacciate sulla sponda orientale dell’Adriatico.
Studiando l’Albania antica, Mustilli aveva dovuto ripetutamente affrontare problemi di archeologia preistorica e fu appunto questa disciplina che attirò e trattenne durevolmente i suoi interessi, sì da indurlo a tracciarne un quadro generale, destinato soprattutto alla formazione dei suoi giovani allievi, nel primo volume della Storia universale Vallardi edita nel 1959. Tuttavia altre ricerche gli erano più congeniali, specie quelle – prive di apparato scientifico antecedentemente costituito – su singoli dati storici e monumentali, miranti all’approfondimento critico ed esegetico di problemi irrisolti. Prese così corpo, accanto all’attività di recensione critica, ai discorsi commemorativi, agli scritti occasionali e alle voci enciclopediche, un ben determinato filone di studio e di orientamento scientifico, incentrato sulla topografia storica della Campania greco-romana e sulle antiche civiltà di Sicilia e Magna Grecia. A quest’ambito vanno ricondotti, tra gli altri, gli originali saggi sul santuario di Hera Argiva alle foci del Sele (1941, 1943), sulle botteghe artigiane di Pompei (1950), sulla villa pseudourbana ercolanese cosiddetta dei papiri (1956), sulle città della Messapia ricordate da Strabone (1957), sulle prime memorie delle rovine di Paestum (1959), e, non ultimo, sui legami culturali che unirono l’area geografica della penisola italiana meridionale anticamente colonizzata dai Greci con la Sicilia e con l’Italia settentrionale (1963, 1966).
Morì improvvisamente a Napoli il 20 febbraio 1966.

## Opere
- La necropoli tirrenica di Efestia (1938)
- Il Museo Mussolini (1939)
- La civiltà preistorica dell'Albania (1940)
- La conquista romana della sponda orientale Adriatica (1941)
- La terre Albanesi redente (1941)
  1. Gli Iliri nell'Epiro
  2. Archeologia del Kossovo[3][4]
- L'arte del mondo classico (1950, 1956).